# Гай Анций Рестион
Гай Анций Рестион (на латински: Gaius Antius Restio) е политик на Римската република през втората половина на 1 век пр.н.е. Произлиза от фамилията Анции от Анцио в Лацио.
През 68 пр.н.е. той е народен трибун. Неговите колеги са Гай Антоний Хибрида, Гней Корнелий Лентул, Гай Фундиан, Квинт Марций, Гай Попилий, Марк Валерий, Луций Волкаций, Квинт Цецилий Метел Целер и Луций Хостилий Дазиан. Консули тази година са Квинт Марций Рекс и Луций Цецилий Метел, който умира в началото на годината и за суфектконсул е избран Сервилий Вация, който умира преди да постъпи в длъжност.